# Hypena microfuliginea
Hypena microfuliginea là một loài bướm đêm trong họ Erebidae.